# Калиновка (Азовский район)
Кали́новка — хутор в Азовском районе Ростовской области.
Входит в состав Калиновского сельского поселения.

## География
Хутор находится на границе с Краснодарским краем, на расстоянии 50 км (по дорогам) к югу от города Азов, административного центра района.

## Население
| 1989 | 2002 | 2010 |
| ---- | ---- | ---- |
| 201  | ↘198 | ↗217 |

## Улицы
| - пер. Кировский, - пер. Дзержинского, - пер. Мичурина, - ул. Октябрьская, | - пер. Орджоникидзе, - пер. Первомайский, - пер. Садовый, - пер. Социалистический. |

## Достопримечательности
В километре северо-западнее хутора находится памятник археологии — Курган «Калиновка-1». Памятник датируется II тысячелетием до н. э. — XIV веком н. э. Решением Малого Совета облсовета № 301 от 18 ноября 1992 года курган внесен в список объектов культурного наследия местного значения под кодом № 6100328000.